# Karel Kumpfmüller
Karel Kumpfmüller es un deportista checoslovaco que compitió en piragüismo en la modalidad de eslalon. Ganó dos medallas en el Campeonato Mundial de Piragüismo en Eslalon de 1967, oro en C1 por equipos y bronce en C1 individual.

## Palmarés internacional
| Campeonato Mundial | Campeonato Mundial                 | Campeonato Mundial | Campeonato Mundial |
| Año                | Lugar                              | Medalla            | Competición        |
| ------------------ | ---------------------------------- | ------------------ | ------------------ |
| 1967               | Lipno nad Vltavou (Checoslovaquia) | Medalla de oro     | C1 por equipos     |
| 1967               | Lipno nad Vltavou (Checoslovaquia) | Medalla de bronce  | C1 individual      |